# Tramwaje w Lozannie

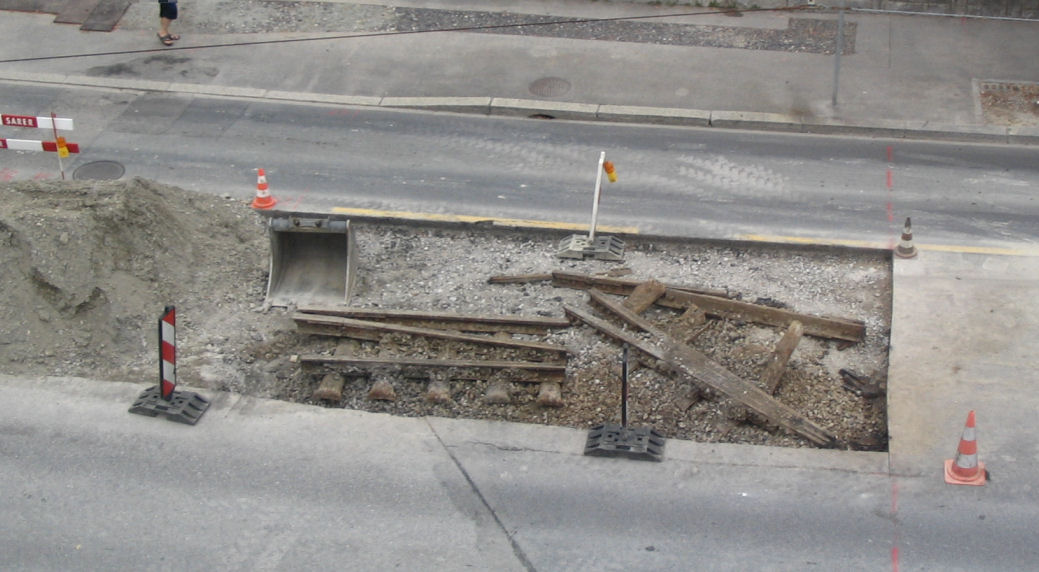
Fragment torowiska wykopanego spod jezdni

Tramwaje w Lozannie − zlikwidowany system komunikacji tramwajowej w szwajcarskim mieście Lozanna, działający w latach 1896–1964.

## Historia
Tramwaje w Lozannie uruchomiono 1 września 1896 na 4 trasach o łącznej długości 8,2 km:
- Place St. François – Riponne – Ecole de Médecine – Place St. François
- Place St. François – Gare JS
- Bel Air – Gare d'Echallens
- Georgette – Lutry o długości 4,2 km

Do końca 1896 otwarto dwie kolejne trasy:
- 7 września: Ecole de Médecine – Chailly o długości 1,4 km
- 25 września: Place de la Riponne – Pontaise o długości 1,1 km

W kolejnych latach sieć rozbudowywano. W 1898 wybudowano dwie linie:
- Ecole de Medecine – Hôpital
- Chailly – Rosiaz

Pomiędzy 1898 a 1902 wybudowano trzy linie:
- w 1898 Chauderon – Prilly
- w 1900 Place de la Halle (Lutry) – Hôtel de Ville
- w 1902 Calvaire – La Sallaz

W 1903 otwarto trzy linie. Od początku spółka obsługująca tramwaje "Tramways Lausanne" (TL) miała problemy finansowe. W 1899 utworzono nową spółkę "Règionaux èlectriques du Jorat" (REJ), która obsługiwała ruch tramwajowy poza granicami Lozanny. 16 maja 1902 otwarto pierwszą linię obsługiwaną przez REJ: La Sallaz – En Marin – Chalet-à-Gobet. W La Sallaz znajdował się przystanek przesiadkowy do tramwajów spółki TL. 1 października 1902 przedłużono linię z Chalet-à-Gobet do Mézières. Linię z Mézières 10 listopada przedłużono do Moudon. W międzyczasie 1 października otwarto odgałęzienie z En Marin do Savigny. W 1910 połączono spółki TL i REJ. 31 stycznia 1912 oddano do eksploatacji linię z Georgette do Port de Pully o długości 31 km. Powolną likwidację sieci tramwajowej w Lozannie rozpoczęto w 1938, kiedy to zlikwidowano dwie linie zastępując je trolejbusami:
- Razude – Ouchy
- Longeraie – Port de Pully

W czasie II wojny światowej nie zlikwidowano żadnej linii tramwajowej, natomiast po wojnie ponownie zaczęto likwidować kolejne linie. Ostatnim dniem funkcjonowania tramwajów w Lozannie był 6 stycznia 1964. 
16 września 2011 przyjęto do realizacji budowę nowej linii tramwajowej. Linia tramwajowa oznaczona T1 o długości 4 km z 10 przystankami ma połączyć dwa dworce kolejowe: Flon z Renens. Do 2013 miał zostać przedstawiony plan budowy, a sama budowa miała ruszyć w 2016. Otwarcie tej linii miało początkowo nastąpić 31 grudnia 2018. W dalszych planach jest przedłużenie linii T1 oraz budowa linii T2. 

## Tabor
Spóła TL posiadała wyłącznie tramwaje dwuosiowe. Spółka REJ posiadała tramwaje 4 osiowe typu Ce 2/2. Do dzisiaj zachowało się kilka wagonów tramwajowych znajdujących się głównie na linii muzealnej Blonay-Chamby.